# 王者的求婚
《王者的求婚》（簡稱）是橘公司所著的日本輕小說，由Tsunako擔綱插畫，2021年9月起經富士見Fantasia文庫出版。該作為橘公司創作《為了終有一天能拯救世界 -Qualidea Code-》6年後的新作。栗尾作畫的漫畫版自2023年2月24日起在《GANGAN ONLINE》（史克威尔艾尼克斯）連載。

## 內容簡介
該作的世界每300小時就會遭遇一次滅亡危機。「魔術師」討滅令世界滅亡的「滅亡因子」，一直在背後拯救世界。世界最強魔術師久遠崎彩禍被不明人物襲擊，身負重傷。撞見此場面而對彩禍一見鍾情的少年玖珂無色被同一襲擊者擊傷，在彩禍的融合術式下繼承她的身體與力量而倖存。融合後的無色平常是彩禍的樣貌，但魔力放出量隨精神狀態極端變化時會變回無色的樣貌，處於需要魔力供給的不穩定狀態。無色在自稱彩禍侍從的烏丸黑衣協力下，為學會控制對於無色來說過多的彩禍力量，並不讓自己與彩禍的現狀暴露，以彩禍與無色兩者的樣貌就讀彩禍擔任學園長的魔術師培育機構「空隙庭園」（空隙の庭園）。

## 角色列表
以下聲優是宣傳片的聲優。

### 空隙庭園
玖珂無色（聲：內山昂輝）
主人公。繼承彩禍身體與力量的少年。
橘公司創作該作原型時尚未確定無色的人設，由於與《約會大作戰》五河士道相似，就融入了一些《蒼穹女武神》的本質，以讓設定顯得離奇。
久遠崎彩禍（聲：高橋李依）
女主角。別稱「極彩魔女」（極彩の魔女），是世界最強魔術師、魔術師培育機構「空隙庭園」學園長。
Tsunako表示起初想將成為彩禍樣貌的無色與真正彩禍之設計、髮色等畫得略有不同，讀了文字後覺得沒有這個必要。
烏丸黑衣（聲：加隈亞衣）
自稱彩禍侍從的黑髮美少女。知道無色與彩禍已經合體，還常對無色的離奇言行做出深刻評價。
不夜城瑠璃（聲：東山奈央）
無色的妹妹、「空隙庭園」學生、「騎士團」成員，是雙馬尾美少女。深愛彩禍與哥哥無色。
橘公司表示瑠璃是《約會大作戰》所沒有類型的角色。
安维耶特·斯凡纳
「空隙庭園」男教師、「騎士團」成員。常挑釁彩禍，作為教師則以為學生著想為方針。
艾爾露卡·弗烈拉（聲：井澤詩織）
作為「空隙庭園」医療部負責人、「騎士團」成員的女性。外表幼小，卻是僅次於彩禍的元老級魔術師。

### 影之樓閣
鴇嶋喰良（聲：菲魯茲·藍）
在魔術師專用影片網站很受歡迎的影片發佈者。
紫苑寺曉星翁
「影之樓閣」（影の楼閣）學園長。

### 虛之方舟
不夜城青緒
不夜城家主、魔術師培育機構「虛之方舟」（虚の箱舟）学園長。
不知火浅葱
「虛之方舟」學生及風紀委員。

## 創作風格
該作類型為浅度奇幻，其世界基於現實世界，並存在魔術學校。起初有寫成古典奇幻的構思，但慮及作品的廣度與地域連續感，最終寫成淺度奇幻。
橘公司表示存在魔術學校的作品世界大致可分兩類：一類是可以描寫社會評價與排名、全世界都知道魔術存在之世界；一類是可以描寫只有自己知道世界真相的特別感、魔術及其學校完全隱匿之世界。該作試圖在後者基礎上融入前者優點。
橘公司接受相識作家「橘的武器是有能輕鬆閱讀，最後感動的路線」之意見，創作時從主人公開始有意識地在嚴肅與喜劇間保持平衡。

## 創作背景
該作作者、插畫師、封面設計、責任編輯皆為《約會大作戰》原班人馬。構思始於《約會大作戰》第17、18卷創作之時。由於《約會大作戰》的廣泛展開，橘公司表示創作時的壓力比《約會大作戰》還大。
最初設定為男女雙主人公，經過一些曲折變為男女合體的主人公。橘公司擔心無法描寫主人公與女主角的交織，不過以在第1卷結局提示場景與設定的方法解決了這個問題。
橘公司取標題時將「無色與極彩」（無色と極彩）、「世界王」等列為備選項，負責的編輯強烈建議使用「求婚」（プロポーズ），於是定為現在的標題。

## 出版書籍

### 輕小說
| 卷數 | KADOKAWA | KADOKAWA       | KADOKAWA               | 台灣角川 | 台灣角川      | 台灣角川                                                   |
| 卷數 | 副標題   | 發售日期       | ISBN                   | 副標題   | 發售日期      | ISBN／EAN                                                  |
| ---- | -------- | -------------- | ---------------------- | -------- | ------------- | ---------------------------------------------------------- |
| 1    |          | 2021年9月18日  | ISBN 978-4-04-074075-1 | 極彩魔女 | 2022年9月26日 | ISBN 978-626-321-775-1 EAN 471-128-961171-4（特裝版）      |
| 2    |          | 2022年4月20日  | ISBN 978-4-04-074076-8 | 鴇羽惡魔 | 2023年1月27日 | ISBN 978-626-352-171-1 EAN 471-128-961218-6 （喰良應援版） |
| 3    |          | 2022年9月16日  | ISBN 978-4-04-074686-9 | 瑠璃騎士 | 2023年8月10日 | ISBN 978-626-352-814-7 EAN 471-128-961439-5（特裝版）      |
| 4    |          | 2023年4月20日  | ISBN 978-4-04-074880-1 | 黃金神子 | 2024年8月7日  | ISBN 978-626-400-357-5                                     |
| 5    |          | 2023年9月20日  | ISBN 978-4-04-075105-4 | 真赭賢者 | 2025年1月15日 | ISBN 978-626-415-107-8                                     |
| 6    |          | 2024年4月19日  | ISBN 978-4-04-075342-3 | 銀灰妖精 | 2025年6月9日  | ISBN 978-626-415-821-3                                     |
| 7    |          | 2024年12月20日 | ISBN 978-4-04-075626-4 |          |               |                                                            |

### 漫畫
| 卷數 | 史克威尔艾尼克斯 | 史克威尔艾尼克斯       | 台灣角川       | 台灣角川               |
| 卷數 | 發售日期         | ISBN                   | 發售日期       | ISBN                   |
| ---- | ---------------- | ---------------------- | -------------- | ---------------------- |
| 1    | 2023年9月20日    | ISBN 978-4-7575-8732-8 | 2024年12月19日 | ISBN 978-626-400-999-7 |
| 2    | 2023年10月12日   | ISBN 978-4-7575-8856-1 | 2024年12月19日 | ISBN 978-626-415-000-2 |
| 3    | 2024年3月12日    | ISBN 978-4-7575-9105-9 |                |                        |
| 4    | 2024年8月9日     | ISBN 978-4-7575-9357-2 |                |                        |
| 5    | 2025年3月12日    | ISBN 978-4-7575-9743-3 |                |                        |
| 6    | 2025年3月12日    | ISBN 978-4-7575-9744-0 |                |                        |

## 關聯企劃
作為第1卷發售紀念，JR町田車站張貼了該作與《約會大作戰》聯動的大規模廣告。2021年10月特別宣傳影片（PV）公開，同月30日初戀之日（初恋の日）「初戀應援語音」（初恋応援ボイス）公開。作為第2卷發售倒計時企劃，「女主角告白PV」（ヒロイン告白PV）2022年3月起每週五依次公開。

## 迴響
本作是KADOKAWA在2021年度上半期發售的輕小說新作中，初速（發售首星期）紙本銷量最高的作品。2022年4月19日，官方宣佈第1卷再版至第4版。
Ranobe News Online Award（ラノベニュースオンラインアワード）2021年9月刊將第1卷選入新作部門。「下一部人氣輕小說大賞2021」（次にくるライトノベル大賞2021）中，該作排綜合類別第11位、新作類別（書き下ろし新作部門）第3位。
柿崎憲在《這本輕小說真厲害！2022》評價該作設定在一些場合下可能沉重而嚴肅，但以夾有插科打諢的輕快方式講述故事，很有《約會大作戰》的標記。

### 引用
1. ↑  . Twitter.   [2022-02-24]. （原始内容存档于2022-02-03） （日语）.
2. 1 2 3 4 5 6 7 8 9 10 11 12 13  橘公司. . .  與鈴木的访谈 (Days). 2022-04-19  [2022-04-23]. （原始内容存档于2022-10-26） （日语）.
3. ↑  kingpropose的2023年2月10日的推文、. Retrieved 2023-02-11.
4. 1 2  . ln-news.com. 2021-11-01  [2022-04-24]. （原始内容存档于2022-05-03） （日语）.
5. 1 2 3 4 5  . ln-news.com. 2021-11-01  [2022-04-24]. （原始内容存档于2022-04-24） （日语）.
6. ↑  kingpropose的2021年9月19日的推文、. Retrieved 2022-02-03.
7. ↑  橘 2021，第333—334頁，.
8. ↑  . KADOKAWA. （原始内容存档于2023-04-11） （日语）.
9. ↑  . 台灣角川.   [2022-10-16]. （原始内容存档于2022-10-16） （中文（臺灣））.
10. ↑  . 台灣角川.   [2022-10-16]. （原始内容存档于2022-10-26） （中文（臺灣））.
11. ↑  . KADOKAWA. （原始内容存档于2023-04-11） （日语）.
12. ↑  . 台灣角川.   [2023-09-09]. （原始内容存档于2023-08-16） （中文（臺灣））.
13. ↑  . 台灣角川.   [2022-11-08]. （原始内容存档于2022-11-11） （中文（臺灣））.
14. ↑  . KADOKAWA. （原始内容存档于2023-04-10） （日语）.
15. ↑  . 台灣角川.   [2023-09-09]. （原始内容存档于2023-08-16） （中文（臺灣））.
16. ↑  . 台灣角川 （中文（臺灣））.
17. ↑  . KADOKAWA.   [2023-03-31]. （原始内容存档于2023-03-20） （日语）.
18. ↑  . 台灣角川. （原始内容存档于2024-07-31） （中文（臺灣））.
19. ↑  . KADOKAWA.   [2023-09-09]. （原始内容存档于2023-07-30） （日语）.
20. ↑  . 台灣角川.   [2025-01-17].
21. ↑  . KADOKAWA. （原始内容存档于2024-03-03） （日语）.
22. ↑  . 台灣角川.   [2025-06-09].
23. ↑  . KADOKAWA.   [2024-12-21] （日语）.
24. ↑  . .   [2023-09-20]. （原始内容存档于2023-10-13） （日语）.
25. ↑  .  (). 2023-09-20  [2023-10-12]. （原始内容存档于2023-10-13） （日语）.
26. ↑  . 台灣角川 （中文（臺灣））.
27. ↑  . .   [2023-10-12]. （原始内容存档于2023-10-13） （日语）.
28. ↑  . 台灣角川 （中文（臺灣））.
29. ↑  . .   [2025-03-12] （日语）.
30. ↑  . .   [2025-03-12] （日语）.
31. ↑  . .   [2025-03-12] （日语）.
32. ↑  . .   [2025-03-12] （日语）.
33. ↑  .  (). 2021-09-22  [2022-02-03]. （原始内容存档于2022-10-15） （日语）.
34. ↑   (YouTube). KADOKAWA. 2021-10-19  [2022-02-03]. （原始内容存档于2022-10-17） （日语）.
35. ↑   (YouTube). KADOKAWA. 2021-10-30  [2022-02-03]. （原始内容存档于2022-10-20） （日语）.
36. ↑  .  (Days). 2021-11-01  [2022-03-19]. （原始内容存档于2022-05-03） （日语）.
37. ↑  kingpropose的2022年3月18日的推文、. Retrieved 2022-03-19.
38. ↑  .  (Days). 2022-04-24  [2022-05-07]. （原始内容存档于2022-04-24） （日语）.
39. ↑  @kingpropose.  (推文). 2022-10-13  [2022-04-24] –Twitter （日语）.
40. ↑  @kingpropose.  (推文). 2022-04-19  [2022-04-24] –Twitter （日语）.
41. ↑  .  (Days). 2021-11-06  [2022-02-03]. （原始内容存档于2022-10-13） （日语）.
42. ↑  .  (KADOKAWA). 2022-02-18  [2022-03-19]. （原始内容存档于2022-10-17） （日语）.
43. ↑  寶島社 2022，第166—167頁.

### 來源
- 橘公司.  . . KADOKAWA. 2021-09-20. ISBN 978-4-04-074075-1.
- (编).  . 寶島社. 2021-12-09. ISBN 978-4-299-02264-6.

## 外部連結
- 富士見Fantasia文庫特設網站（日語）
- 王者的求婚的X（前Twitter）（日語）